# كأس قطر
كأس قطر هي بطولة سنوية رسمية تُنظمها مؤسسة دوري نجوم قطر بعد نهاية موسم دوري نجوم قطر لأندية نخبة الدوري بمشاركة الأربعة الأوائل الذين احتلوا المراكز الأربع الأوائل (المربع الذهبي) على سُلّم ترتيب البطولة،
كانت الانطلاقة الأولى للبطولة عام 1995 حينما أُقيمت النسخة الأولى تحت مُسمّى بطولة «كأس المربع الذهبي»،  وفاز بها نادي الريان على حساب العربي بنتيجة 1-0، وبداية من النسخة الثانية (1996) غُيِّر الاسم إلى «كأس ولي العهد»، ظلّت المسابقة بهذا الاسم منذ ذلك حتى موسم 2014 حينما غُيِّرت مجددا وسُمِّيت «كأس قطر» ومنذ ذلك الحين وهي تُلعب تحت ذلك المسمّى لكن بنفس النظام.
أكثر فريق حقق لقب البطولة هو السد بتسعة ألقاب، وهو حامل لقب البطولة الآن أيضا بعد فوزه بنسخة 2025 على حساب الدحيل بركلات الترجيح 4–3 بعد أن انتهت المباراة بالتعادل 2–2.

## مراحل تطور البطولة
بداية من النسخة الثانية وتحديداً انطلاقا من موسم 1996-1995 أقيمت البطولة تحت مسمى بطولة كأس سمو ولي العهد الأمين وشهدت تطورا كبيراً. 

وساهمت في تطور كرة القدم القطرية عبر تاريخها الطويل الذي قارب العقدين من الزمن ببلوغها 19 موسما لتشهد مسيرتها منعطفا نوعيّا بولادة بطولة جديدة تحمل اسما اسم كأس قطر.

لتبدأ كرة القدم القطرية معها تاريخا جديدا لن ينطلق بالتأكيد من نقطة الصفر وإنما من حيث توقفت بطولة كأس سمو ولي العهد بإرثها وتقاليدها وذكرياتها الرائعة التي ما زالت محفورة في سجلات كرة القدم القطرية وفي سجلات الأندية التي فازت بكؤوسها.
وكان البطولة تُلعب منذ بدايتها حتى نهاية بطولة عام 2008 بنظام الذهاب والإياب في نصف النهائي، ولكن اعتبارا من بطولة عام 2009 أصبح الدور نصف النهائي بمشاركة الفرق الأربع من مباراة واحدة يتأهل الفائز منهما إلى المباراة النهائية مباشرة.

وتبدأ البطولة من الدور نصف النهائي حيث يلتقي صاحب المركز الأول مع صاحب المركز الرابع في أولى مباراتيْ نصف النهائي ويلتقي صاحب المركز الثالث وصاحب المركز الثاني في نصف النهائي الآخر، ويلعب الفائزان المباراة النهائية لتحديد البطل.

## نظام البطولة
تتنافس الفرق في دوري نجوم قطر على التأهل للمشاركة في هذه البطولة حيث تتأهل الفرق صاحبة المراكز الأربعة الأولى في مسابقة الدوري للمشاركة في هذه البطولة والتي تبدأ بدور
نصف النهائي الذي يلعب بالطريقة التالية:
- صاحب المركز الأول في الدوري القطري X صاحب المركز الرابع في الدوري القطري.
- صاحب المركز الثاني في الدوري القطري X صاحب المركز الثالث في الدوري القطري،

ثم يتأهل الفائزان في مباراتي نصف النهائي للمباراة النهائية التي يختار الاتحاد القطري الملعب التي ستقام عليه مسبقاً قبل معرفة الفرق المتأهلة للمشاركة في البطولة.

## التاريخ
بدأت بطولة كأس ولي العهد في سنة 1995 لتقام 19 مرة قبل أن يتحول اسمها وشكلها بداية من عام 2014 حيث تم استبدالها بكأس قطر مع الحفاظ على نظام البطولة

## قائمة الهدافين

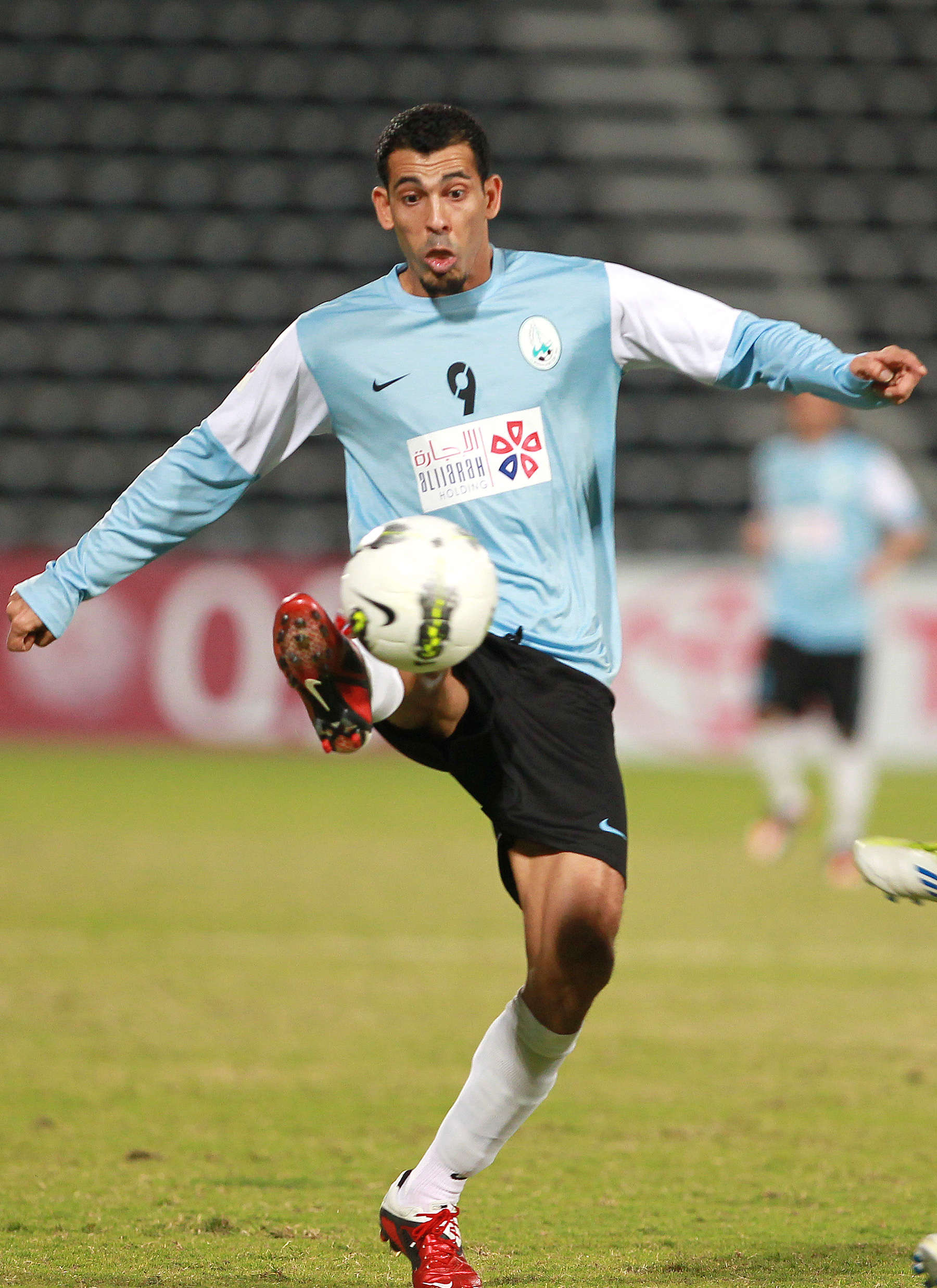
يونس محمود، الهداف التاريخي للبطولة

- 1- يونس محمود: 11 هدف
- 2- ناصر كميل: 10 أهداف
- 3- محمد سالم العنزي: 8 أهداف
- 4- فابريس أكوا: 7
- 5- مبارك مصطفى: 6 أهداف

## النهائيات
| الموسم | البطل    | النتيجة | الوصيف   | صاحبا المركز الثالث والرابع |
| ------ | -------- | ------- | -------- | --------------------------- |
| 1995   | الريان   | 2–1     | العربي   | الشمال و الغرافة            |
| 1996   | الريان   | 2–1     | الوكرة   | السد و العربي               |
| 1997   | العربي   | 0(4–3)0 | الريان   | الغرافة و السد              |
| 1998   | السد     | 3–2     | العربي   | الغرافة و الريان            |
| 1999   | الوكرة   | 2–1     | الغرافة  | السد و العربي               |
| 2000   | الغرافة  | 0(9–8)0 | الريان   |                             |
| 2001   | الريان   | 5–0     | العربي   |                             |
| 2002   | نادي قطر | 2–0     | الغرافة  |                             |
| 2003   | السد     | 2–0     | الغرافة  |                             |
| 2004   | نادي قطر | 2–1     | السد     |                             |
| 2005   | الخور    | 2–1     | الغرافة  |                             |
| 2006   | السد     | 2–1     | نادي قطر |                             |
| 2007   | السد     | 2–1     | الغرافة  |                             |
| 2008   | السد     | 1–0     | الغرافة  |                             |
| 2009   | نادي قطر | 0(4–2)0 | الريان   |                             |
| 2010   | الغرافة  | 5–0     | العربي   |                             |
| 2011   | الغرافة  | 2–0     | العربي   |                             |
| 2012   | الريان   | 1(5–4)1 | السد     |                             |
| 2013   | لخويا    | 2–1     | الجيش    |                             |
| 2014   | الجيش    | 1(4–3)1 | لخويا    |                             |
| 2015   | لخويا    | 1–0     | الجيش    |                             |
| 2016   | الجيش    | 2–1     | لخويا    |                             |
| 2017   | السد     | 2–1     | الجيش    |                             |
| 2018   | الدحيل   | 2–1     | السد     |                             |
| 2020   | السد     | 4–0     | الدحيل   |                             |
| 2021   | السد     | 2–0     | الدحيل   |                             |
| 2023   | الدحيل   | 2–0     | السد     |                             |
| 2024   | الوكرة   | 1–0     | الريان   |                             |
| 2025   | السد     | 2(4–3)2 | الدحيل   |                             |

## الأبطال

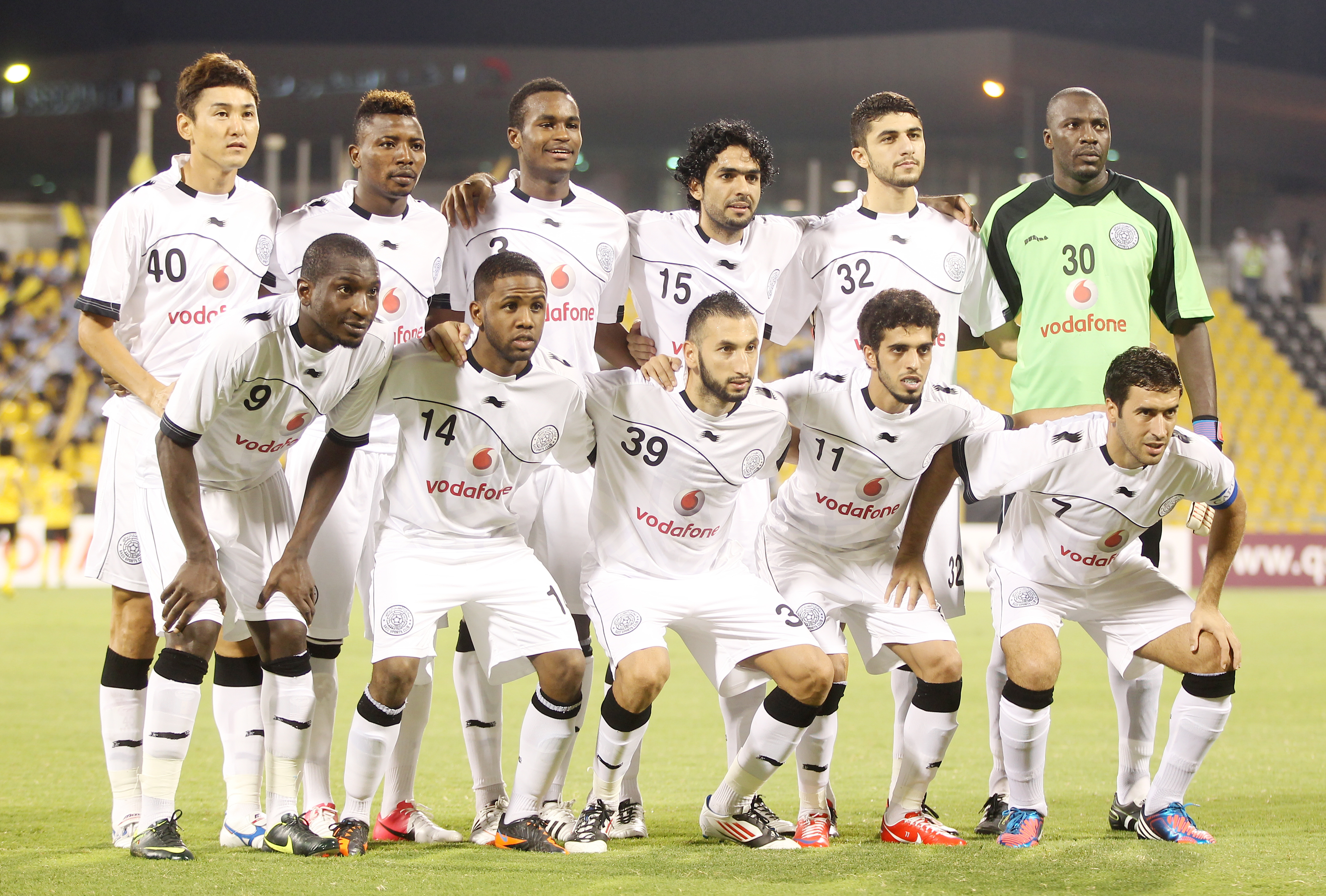
نادي السد، أكثر فريق حصل على البطولة في تاريخها

| الترتيب | الفريق       | البطل | الوصيف | سنوات الفوز                                    | سنوات الوصافة                      |
| ------- | ------------ | ----- | ------ | ---------------------------------------------- | ---------------------------------- |
| 1       | نادي السد    | 8     | 4      | 1998، 2003، 2006، 2007، 2008، 2017، 2020، 2021 | 2004، 2012، 2018، 2023             |
| 2       | نادي الريان  | 4     | 4      | 1995، 1996، 2001، 2012                         | 1998، 2000، 2009، 2024             |
| 3       | نادي الدحيل  | 4     | 4      | 2013، 2015، 2018، 2023                         | 2014، 2016، 2020، 2021             |
| 4       | نادي الغرافة | 3     | 6      | 2000، 2010، 2011                               | 1999، 2002، 2003، 2005، 2007، 2008 |
| 5       | نادي قطر     | 3     | 1      | 2002، 2004، 2009                               | 2006                               |
| 6       | نادي الجيش   | 2     | 3      | 2014، 2016                                     | 2013، 2015، 2017                   |
| 7       | نادي الوكرة  | 2     | 1      | 1999، 2024                                     | 1996                               |
| 8       | نادي العربي  | 1     | 5      | 1997                                           | 1995، 1998، 2001، 2010، 2011       |
| 9       | نادي الخور   | 1     | 0      | 2005                                           | -                                  |